# Iparosotthon
L'Iparosotthon ([ˈipɒɾoʃothon]) est une salle des fêtes de Kecskemét construite en 1906, de style Sécession.